# Ciliwung

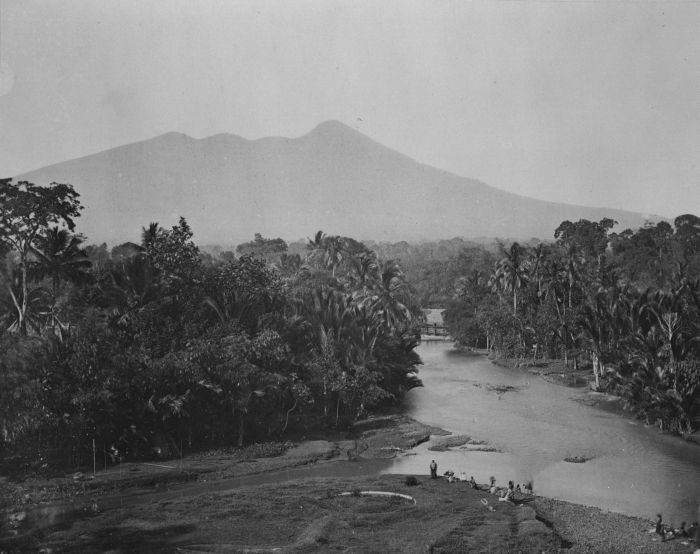
Gezicht op de vulkaan Salak en de rivier vanuit Hotel Bellevue te Buitenzorg (1860-1900).

Ciliwung (Nederlands: Tjiliwoeng, Indonesisch: Ci Liwung) is een Indonesische rivier met zijn oorsprong nabij Puncak in West-Java. Vandaar uit stroomt de rivier door Bogor en Jakarta. In Jakarta mondt de rivier uit in de Baai van Jakarta.

## Geografie

### Jakarta's kanaal
De natuurlijke stroming van de rivier de Tji Liwung is tijdens de Nederlandse kolonisatie van Jakarta (toen Batavia geheten) omgeleid via kanalen. In het gebied waar nu de Istiqlal Moskee staat, is de Tji Liwung omgeleid in twee kanalen, de één stroomt naar het noordwesten en de ander naar het noordoosten.
De westelijke tak van het kanaal grenst aan de Jalan Veteran (voorheen Rijswijk) en gaat dan richting het noorden over in het 2 km lange kanaal de Batang Hari (voorheen Molenvliet), gegraven in de 17e eeuw. Aan weerszijden lopen de Gajah Mada en Hayam Wuruk straten, voorheen geheten Molenvliet West en Molenvliet Oost respectievelijk.
De tak ten oosten van de Tji Liwung gaat langs de Jalan Antara en passeert Gedung Kesenian. Verderop buigt het kanaal af naar het noorden langs Jalan Genung Sahari Raya.

De Molenvliet te Batavia, gezien richting het zuiden met rechts Hotel des Indes en Oger Frères. (circa 1910)

- Virtual International Authority File: 244716299